# 畑有希
畑 有希（はた ゆうき、1985年7月2日 - ）は、北海道出身の元バスケットボール選手。

## 人物
札幌山の手高等学校から、日立に入社。2011年引退。
同じく日立ハイテクに所属していた畑千晶は実妹。